# Золотой глобус (премия, 1961)
18-я церемония вручения наград премии «Золотой глобус»

16 марта 1961 года
Лучший фильм (драма): 

«Спартак»
Лучший фильм (комедия): 

«Квартира»
Лучший фильм (мюзикл): 

«Нескончаемая песня»
< 17-я Церемонии вручения 19-я >
18-я церемония вручения наград премии «Золотой глобус» за заслуги в области кинематографа за 1960 год состоялась 16 марта 1961 года в Beverly Hilton Hotel (Лос-Анджелес, Калифорния, США). Номинанты были объявлены 8 февраля 1961.

## Список лауреатов и номинантов
• Победители выделены отдельным цветом. 

### Игровое кино
| Категории                                       | Лауреаты и номинанты                                                                       | Лауреаты и номинанты                                                     | Лауреаты и номинанты                                                     | Лауреаты и номинанты                                                     |
| ----------------------------------------------- | ------------------------------------------------------------------------------------------ | ------------------------------------------------------------------------ | ------------------------------------------------------------------------ | ------------------------------------------------------------------------ |
| Лучший фильм (драма)                            | • Спартак / Spartacus                                                                      | • Спартак / Spartacus                                                    | • Спартак / Spartacus                                                    | • Спартак / Spartacus                                                    |
| Лучший фильм (драма)                            | • Элмер Гантри / Elmer Gantry                                                              |                                                                          |                                                                          |                                                                          |
| Лучший фильм (драма)                            | • Пожнёшь бурю / Inherit the Wind                                                          |                                                                          |                                                                          |                                                                          |
| Лучший фильм (драма)                            | • Сыновья и любовники / Sons and Lovers                                                    |                                                                          |                                                                          |                                                                          |
| Лучший фильм (драма)                            | • Восход солнца в Кампобелло / Sunrise at Campobello                                       |                                                                          |                                                                          |                                                                          |
| Лучший фильм (комедия)                          | • Квартира / The Apartment                                                                 | • Квартира / The Apartment                                               | • Квартира / The Apartment                                               | • Квартира / The Apartment                                               |
| Лучший фильм (комедия)                          | • Трава зеленее / The Grass Is Greener                                                     |                                                                          |                                                                          |                                                                          |
| Лучший фильм (комедия)                          | • Правда жизни / The Facts of Life                                                         |                                                                          |                                                                          |                                                                          |
| Лучший фильм (комедия)                          | • Наш человек в Гаване / Our Man in Havana                                                 |                                                                          |                                                                          |                                                                          |
| Лучший фильм (комедия)                          | • Это началось в Неаполе / It Started in Naples                                            |                                                                          |                                                                          |                                                                          |
| Лучший фильм (мюзикл)                           | • Нескончаемая песня / Song Without End                                                    | • Нескончаемая песня / Song Without End                                  | • Нескончаемая песня / Song Without End                                  | • Нескончаемая песня / Song Without End                                  |
| Лучший фильм (мюзикл)                           | • Канкан / Can-Can                                                                         |                                                                          |                                                                          |                                                                          |
| Лучший фильм (мюзикл)                           | • Колокола звонят / Bells Are Ringing                                                      |                                                                          |                                                                          |                                                                          |
| Лучший фильм (мюзикл)                           | • Мексиканец в Голливуде / Pepe                                                            |                                                                          |                                                                          |                                                                          |
| Лучший фильм (мюзикл)                           | • Займёмся любовью / Let's Make Love                                                       |                                                                          |                                                                          |                                                                          |
| Лучший режиссёр                                 |                                                                                            | • Джек Кардифф за фильм «Сыновья и любовники»                            | • Джек Кардифф за фильм «Сыновья и любовники»                            | • Джек Кардифф за фильм «Сыновья и любовники»                            |
| Лучший режиссёр                                 | • Ричард Брукс — «Элмер Гантри»                                                            |                                                                          |                                                                          |                                                                          |
| Лучший режиссёр                                 | • Стэнли Кубрик — «Спартак»                                                                |                                                                          |                                                                          |                                                                          |
| Лучший режиссёр                                 | • Билли Уайлдер — «Квартира»                                                               |                                                                          |                                                                          |                                                                          |
| Лучший режиссёр                                 | • Фред Циннеман — «Бродяги» (англ.)                                                        |                                                                          |                                                                          |                                                                          |
| Лучшая мужская роль (драма)                     |                                                                                            | • Берт Ланкастер — «Элмер Гантри» (за роль Элмера Гантри)                | • Берт Ланкастер — «Элмер Гантри» (за роль Элмера Гантри)                | • Берт Ланкастер — «Элмер Гантри» (за роль Элмера Гантри)                |
| Лучшая мужская роль (драма)                     | • Тревор Ховард — «Сыновья и любовники» (за роль Уолтера Морела)                           |                                                                          |                                                                          |                                                                          |
| Лучшая мужская роль (драма)                     | • Лоренс Оливье — «Спартак» (за роль Красса)                                               |                                                                          |                                                                          |                                                                          |
| Лучшая мужская роль (драма)                     | • Дин Стоквелл — «Сыновья и любовники» (за роль Пола Морела)                               |                                                                          |                                                                          |                                                                          |
| Лучшая мужская роль (драма)                     | • Спенсер Трейси — «Пожнёшь бурю» (за роль Генри Драммонда)                                |                                                                          |                                                                          |                                                                          |
| Лучшая женская роль (драма)                     |                                                                                            | • Грир Гарсон — «Восход солнца в Кампобелло» (за роль Элеоноры Рузвельт) | • Грир Гарсон — «Восход солнца в Кампобелло» (за роль Элеоноры Рузвельт) | • Грир Гарсон — «Восход солнца в Кампобелло» (за роль Элеоноры Рузвельт) |
| Лучшая женская роль (драма)                     | • Дорис Дэй — «Полуночное кружево» (англ.) (за роль Кит Престон)                           |                                                                          |                                                                          |                                                                          |
| Лучшая женская роль (драма)                     | • Нэнси Кван — «Мир Сьюзи Вонг» (англ.) (за роль Сьюзи Вонг)                               |                                                                          |                                                                          |                                                                          |
| Лучшая женская роль (драма)                     | • Джин Симмонс — «Элмер Гантри» (за роль сестры Шэрон Фалконер)                            |                                                                          |                                                                          |                                                                          |
| Лучшая женская роль (драма)                     | • Элизабет Тейлор — «Баттерфилд, 8» (за роль Глории Вэндроуз)                              |                                                                          |                                                                          |                                                                          |
| Лучшая мужская роль (комедия или мюзикл)        |                                                                                            | • Джек Леммон — «Квартира» (за роль Си Си «Бада» Бакстера)               | • Джек Леммон — «Квартира» (за роль Си Си «Бада» Бакстера)               | • Джек Леммон — «Квартира» (за роль Си Си «Бада» Бакстера)               |
| Лучшая мужская роль (комедия или мюзикл)        | • Дирк Богард — «Нескончаемая песня» (за роль Ференца Листа)                               |                                                                          |                                                                          |                                                                          |
| Лучшая мужская роль (комедия или мюзикл)        | • Кантинфлас — «Мексиканец в Голливуде» (за роль Пепе)                                     |                                                                          |                                                                          |                                                                          |
| Лучшая мужская роль (комедия или мюзикл)        | • Кэри Грант — «Трава зеленее» (за роль графа Виктора Райалла)                             |                                                                          |                                                                          |                                                                          |
| Лучшая мужская роль (комедия или мюзикл)        | • Боб Хоуп — «Правда жизни» (за роль Ларри Гилберта)                                       |                                                                          |                                                                          |                                                                          |
| Лучшая женская роль (комедия или мюзикл)        |                                                                                            | • Ширли Маклейн — «Квартира» (за роль Фрэн Кубелик)                      | • Ширли Маклейн — «Квартира» (за роль Фрэн Кубелик)                      | • Ширли Маклейн — «Квартира» (за роль Фрэн Кубелик)                      |
| Лучшая женская роль (комедия или мюзикл)        | • Люсиль Болл — «Правда жизни» (за роль Китти Уивер)                                       |                                                                          |                                                                          |                                                                          |
| Лучшая женская роль (комедия или мюзикл)        | • Капучине — «Нескончаемая песня» (за роль принцессы Кэролин Виттгенштейн)                 |                                                                          |                                                                          |                                                                          |
| Лучшая женская роль (комедия или мюзикл)        | • Джуди Холидей — «Колокола звонят» (за роль Элла Питерсон)                                |                                                                          |                                                                          |                                                                          |
| Лучшая женская роль (комедия или мюзикл)        | • Софи Лорен — «Это началось в Неаполе» (за роль Лючии Курчо)                              |                                                                          |                                                                          |                                                                          |
| Лучший актёр второго плана                      |                                                                                            | • Сэл Минео — «Исход» (за роль Дова Ландау)                              | • Сэл Минео — «Исход» (за роль Дова Ландау)                              | • Сэл Минео — «Исход» (за роль Дова Ландау)                              |
| Лучший актёр второго плана                      | • Ли Кинсолвинг — «Тьма наверху лестницы» (англ.) (за роль Сэмми Голдена)                  |                                                                          |                                                                          |                                                                          |
| Лучший актёр второго плана                      | • Рэй Стриклин — «The Plunderers» (за роль Джеба Лукаса Тайлера)                           |                                                                          |                                                                          |                                                                          |
| Лучший актёр второго плана                      | • Вуди Строуд — «Спартак» (за роль Драбы)                                                  |                                                                          |                                                                          |                                                                          |
| Лучший актёр второго плана                      | • Питер Устинов — «Спартак» (за роль Лентула Батиата)                                      |                                                                          |                                                                          |                                                                          |
| Лучшая актриса второго плана                    |                                                                                            | • Джанет Ли — «Психо» (за роль Мэрион Крэйн)                             | • Джанет Ли — «Психо» (за роль Мэрион Крэйн)                             | • Джанет Ли — «Психо» (за роль Мэрион Крэйн)                             |
| Лучшая актриса второго плана                    | • Ина Бэйлин — «С террасы» (англ.) (за роль Натали Бензингер)                              |                                                                          |                                                                          |                                                                          |
| Лучшая актриса второго плана                    | • Ширли Джонс — «Элмер Гантри» (за роль Лулу Бейнс)                                        |                                                                          |                                                                          |                                                                          |
| Лучшая актриса второго плана                    | • Ширли Найт — «Тьма наверху лестницы» (за роль Рини Флуд)                                 |                                                                          |                                                                          |                                                                          |
| Лучшая актриса второго плана                    | • Мэри Юр — «Сыновья и любовники» (за роль Клары Доус)                                     |                                                                          |                                                                          |                                                                          |
| Лучший дебют актёра                             |                                                                                            | • Майкл Каллэн — «Потому что они молодые» (англ.)                        |                                                                          |                                                                          |
| Лучший дебют актёра                             | • Марк Дэймон — «Падение дома Ашеров»                                                      |                                                                          |                                                                          |                                                                          |
| Лучший дебют актёра                             | • Бретт Хэлси — «Desire in the Dust»                                                       |                                                                          |                                                                          |                                                                          |
| Лучший дебют актёра                             | • Питер Фальк — «Корпорация „Убийство“» (англ.)                                            |                                                                          |                                                                          |                                                                          |
| Лучший дебют актёра                             | • Дэвид Джэнссен — «Из ада в вечность» (англ.)                                             |                                                                          |                                                                          |                                                                          |
| Лучший дебют актёра                             | • Роберт Вон — «Великолепная семёрка»                                                      |                                                                          |                                                                          |                                                                          |
| Лучший дебют актрисы                            |                                                                                            | • Ина Бэйлин — «С террасы»                                               | • Ина Бэйлин — «С террасы»                                               |                                                                          |
| Лучший дебют актрисы                            | • Нэнси Кван — «Мир Сьюзи Вонг»                                                            |                                                                          |                                                                          |                                                                          |
| Лучший дебют актрисы                            | • Хэйли Миллс — «Поллианна» (англ.)                                                        |                                                                          |                                                                          |                                                                          |
| Лучший дебют актрисы                            | • Джилл Хэйуорт — «Исход»                                                                  |                                                                          |                                                                          |                                                                          |
| Лучший дебют актрисы                            | • Ширли Найт — «Тьма наверху лестницы»                                                     |                                                                          |                                                                          |                                                                          |
| Лучший дебют актрисы                            | • Джули Ньюмар — «The Marriage-Go-Round»                                                   |                                                                          |                                                                          |                                                                          |
| Лучшая музыка к фильму                          |                                                                                            | • Дмитрий Тёмкин за музыку к фильму «Форт Аламо»                         | • Дмитрий Тёмкин за музыку к фильму «Форт Аламо»                         | • Дмитрий Тёмкин за музыку к фильму «Форт Аламо»                         |
| Лучшая музыка к фильму                          | • Джордж Данинг — «Мир Сьюзи Вонг»                                                         |                                                                          |                                                                          |                                                                          |
| Лучшая музыка к фильму                          | • Эрнест Голд — «Исход»                                                                    |                                                                          |                                                                          |                                                                          |
| Лучшая музыка к фильму                          | • Джонни Грин — «Мексиканец в Голливуде»                                                   |                                                                          |                                                                          |                                                                          |
| Лучшая музыка к фильму                          | • Алекс Норт — «Спартак»                                                                   |                                                                          |                                                                          |                                                                          |
| Лучший иностранный фильм                        | • Истина / La Vérité (Франция, реж. Анри-Жорж Клузо)                                       | • Истина / La Vérité (Франция, реж. Анри-Жорж Клузо)                     | • Истина / La Vérité (Франция, реж. Анри-Жорж Клузо)                     | • Истина / La Vérité (Франция, реж. Анри-Жорж Клузо)                     |
| Лучший иностранный фильм                        | • Девичий источник / Jungfrukällan (Швеция, реж. Ингмар Бергман)                           |                                                                          |                                                                          |                                                                          |
| Лучший иностранный фильм                        | • Процесс над Оскаром Уайльдом / The Trials of Oscar Wilde (Великобритания, реж. Кен Хьюз) |                                                                          |                                                                          |                                                                          |
| Лучший иностранный фильм                        | • Дом ангела / La casa del ángel (Аргентина, реж. Леопольдо Торре Нильссон)                |                                                                          |                                                                          |                                                                          |
| Лучший иностранный фильм                        | • Хиросима, любовь моя / Hiroshima, mon amour (Франция, Япония, реж. Ален Рене)            |                                                                          |                                                                          |                                                                          |
| Лучший иностранный фильм                        | • Никогда в воскресенье / Ποτέ την Κυριακή (Греция, реж. Жюль Дассен)                      |                                                                          |                                                                          |                                                                          |
| Лучший иностранный фильм                        | • Мир Апу / অপুর সংসার (Apur Sansar) (Индия, реж. Сатьяджит Рай)                              |                                                                          |                                                                          |                                                                          |
| Лучший иностранный фильм                        | • Капо / Kapò (Италия, реж. Джилло Понтекорво)                                             |                                                                          |                                                                          |                                                                          |
| Лучший иностранный фильм                        | • Макарио / Macario (Мексика, реж. Роберто Гавальдон)                                      |                                                                          |                                                                          |                                                                          |
| Лучший иностранный фильм                        | • Сердитая тишина / The Angry Silence (Великобритания, реж. Гай Грин)                      |                                                                          |                                                                          |                                                                          |
| Лучший иностранный фильм                        | • Мотивы славы / Tunes of Glory (Великобритания, реж. Рональд Ним)                         |                                                                          |                                                                          |                                                                          |
| Лучший иностранный фильм                        | • Баллада о солдате (реж. Григорий Чухрай)                                                 |                                                                          |                                                                          |                                                                          |
| Best Film Promoting International Understanding | • Величие одного / Hand in Hand (реж. Филип Ликок)                                         | • Величие одного / Hand in Hand (реж. Филип Ликок)                       | • Величие одного / Hand in Hand (реж. Филип Ликок)                       | • Величие одного / Hand in Hand (реж. Филип Ликок)                       |
| Best Film Promoting International Understanding | • Заговор сердец / Conspiracy of Hearts (реж. Ральф Томас)                                 |                                                                          |                                                                          |                                                                          |

### Специальные награды
| Награда                                                     | Лауреаты        | Лауреаты     | Лауреаты                    |
| ----------------------------------------------------------- | --------------- | ------------ | --------------------------- |
| Премия Сесиля Б. Де Милля (Награда за вклад в кинематограф) | - Фред Астер    | - Фред Астер | - Фред Астер                |
| Премия Генриетты Henrietta Award (World Film Favorites)     | - Тони Кёртис   | - Рок Хадсон | - Джина Лоллобриджида       |
| Special Award                                               | - Стэнли Крамер | - Кантинфлас | - Фред Циннеман («Бродяги») |